# John Hart (baseball)
Pour les articles homonymes, voir John Hart.
John Hart (né le 21 juillet 1948 à Tampa, Floride, États-Unis) est un dirigeant de baseball qui est d'octobre 2014 à novembre 2017 le président des Braves d'Atlanta de la Ligue majeure de baseball. Nommé directeur général par intérim des Braves en septembre 2014, il partage pendant un an les tâches d'un directeur général avec John Coppolella.
Il dirige brièvement les Indians de Cleveland pour 19 matchs en 1989, puis est leur directeur général de 1991 à 2001. De la fin 2001 à la saison 2005, il est directeur général des Rangers du Texas, pour qui il est employé jusqu'en 2013.

## Carrière

### Joueur
John Hart fait ses études universitaires au Seminole Community College, en Floride, où il joue comme receveur dans l'équipe de baseball. Il est sélectionné en All-American en 1969 puis rejoint l'organisation des Expos de Montréal. Il joue trois saisons dans les clubs-écoles des Expos avant de rejoindre la Floride pour reprendre ses études universitaires à Central Florida.

### Entraîneur
John Hart devient manager dans une école secondaire de Floride avant de rejoindre l'organisation des Orioles de Baltimore où il est manager des clubs-écoles pendant six saisons avant d'être nommé instructeur de troisième but chez les Orioles.
Il signe chez les Indians de Cleveland en 1989 comme recruteur puis remplace au pied levé le manager Doc Edwards pour les 19 derniers matchs de la saison en ligue majeure. Les Indians enregistrent à cette occasion huit victoires pour onze défaites (0,421).

### Postes de direction

#### Indians de Cleveland
Lors des deux saisons suivantes, Hart occupe un poste administratif chez les Indians puis est nommé directeur général de la franchise en septembre 1991. Sous sa conduite, The Tribe enlève six titres de division en dix ans et participe à deux Séries mondiales. 

#### Rangers du Texas
Au début de la saison 2001, Hart annonce qu'il quittera son poste en fin de saison. Il est remplacé par son assistant Mark Shapiro à partir du 1er novembre et s'engage avec les Rangers du Texas toujours dans un poste de manager général. Il reste quatre ans en poste chez les Rangers, son assistant Jon Daniels lui succédant, puis s'engage dans un rôle de conseil auprès des Rangers jusqu'en 2013.

#### Braves d'Atlanta
Engagé dans un rôle de conseiller par les Braves d'Atlanta après son départ du Texas, il devient directeur général par intérim en septembre 2014 après le congédiement de Frank Wren. Le 23 octobre suivant, il accepte le poste de président du club. Au cours de l'année qui suit, les Braves n'ont pas officiellement de directeur général, mais il est généralement entendu que les fonctions qui y sont associées sont remplies par Hart et son assistant, John Coppolella,. Ce dernier est officiellement nommé directeur général le 1er octobre 2015.
En 9 mois, de septembre 2014 à juin 2015, Hart réalise un grand nombre de transactions visant notamment à renflouer l'effectif des Braves en ligues mineures. Durant cette période, il acquiert plusieurs joueurs d'avenir ou débutant à peine leur carrière tels les lanceurs Manny Banuelos, Mike Foltynewicz, Max Fried, Tyrell Jenkins, Ricardo Sanchez et Andrew Thurman, et les joueurs de position Jose Briceno, Jordan Paroubeck, Dustin Peterson, Rio Ruiz et Mallex Smith. Le 17 novembre 2014, il obtient Jenkins et le jeune lanceur partant Shelby Miller des Cardinals de Saint-Louis en retour du voltigeur étoile Jason Heyward et du releveur Jordan Walden. Le 5 avril 2015, il cède le stoppeur vedette Craig Kimbrel et un voltigeur devenu superflu, Melvin Upton, aux Padres de San Diego pour les jeunes Wisler et Paroubeck et le voltigeur Cameron Maybin. Un de ses coups les plus applaudis est réalisé le 20 juin 2015 lorsqu'il accepte le contrat de 9,5 millions de dollars du vétéran lanceur Bronson Arroyo, blessé, des Diamondbacks de l'Arizona, et leur cède le réserviste Philip Gosselin pour acquérir le lanceur d'avenir Touki Toussaint.